# Viellenave-d'Arthez
 Viellenave-d'Arthez  es una población y comuna francesa, en la región de Aquitania, departamento de Pirineos Atlánticos, en el distrito de Pau y cantón de Arthez-de-Béarn.

## Demografía
| 235 | 250 | 232 | 210 | 247 | 241 | 230 | 253 | 221 | 227 | 213 | 214 | 212 | 200 | 198 | 182 | 190 | 198 | 196 | 177 | 175 | 142 | 141 | 124 | 146 | 129 | 120 | 143 | 119 | 137 | 130 | 157 | 154 | 163 |
| Para los censos de 1962 a 1999 la población legal corresponde a la población sin duplicidades (Fuente: INSEE [Consultar]) |     |     |     |     |     |     |     |     |     |     |     |     |     |     |     |     |     |     |     |     |     |     |     |     |     |     |     |     |     |     |     |     |     |